# حازم شريف
حازم شريف (7 يونيو 1993-) مغني سوري.

## حياته
ولد في مدينة حلب، له أخ وأخت يكبرانه في السن، خريج المعهد العالي للموسيقى، سافر إلى فرنسا لتعلمها، قتل والده خلال الأحداث المندلعة في سوريا وبقي مع والدته وإخوته.ارتبط بالإعلامية العراقية «سبا مبارك» لكنه انفصل عنها

## مشواره الفني
انطلاقته كانت بعد مشاركته أراب آيدول على شاشة إم بي سي ووصل للمراحل النهائية دون أن يمر بمنطقة الخطر، قام بالغناء لصباح فخري والفنان عبد الحليم حافظ وأيضاً للموسيقار ملحم بركات في يوم السبت الموافق 13 ديسمبر، 2014 تُوج بلقب محبوب العرب للموسم الثالث بعد حصوله على أعلى نسبة تصويت بين المشتركين هيثم خلايلي وماجد المدني، وليكون بذلك ثالث شخص يحصل على اللقب بعد كارمن سليمان في النسخة الأولى ومحمد عساف الذي أحرز اللقب في النسخة الثانية من برنامج أراب آيدول. وقع عقداً مع شركة بلاتينيوم ريكوردز لإنتاج أعماله وفي مارس 2016 فسخ تعاقده مع شركة «بلاتينيوم ريكوردز» ودفع البند الجزائي الذي يقدر بعشرات آلاف الدولارات، وكان ينص التعاقد على مدة عشر سنوات وليس ثلاث سنوات كما أشارت بعض المواقع والصحف، وهناك بند في العقد ينص على عدم إجراء حازم شريف أي مقابلة إعلامية وصحفية إلا بالعودة إلى مجموعة «أم بي سي» وليس شركة «بلاتينوم ريكوردز» ويبقى ذلك ساري المفعول لحين انقضاء سنة ونيف على فسخ التعاقد
في أغسطس 2022 أطلق أغنية بعنوان
«وبصحتك» من كلمات فاضل سليمان ألحان ماجد ضاهر وتوزيع فادي جيجي وصورها مع المخرجة هيفاء الفقيه

## أغانيه في برنامج عرب آيدول
| الأغنية                    | المطرب الأصلي                  |
| -------------------------- | ------------------------------ |
| كامل الأوصاف               | عبد الحليم حافظ (تجارب الأداء) |
| ما قلي وقلتيلو             | عبد الحليم حافظ                |
| زينو سوريا                 | وطني (ميدلي)                   |
| خمرة الحب                  | قدود حلبيه                     |
| إبعتلي جواب                | صباح فخري                      |
| أنا يا طير                 | تراث عراقي                     |
| سكة حلب                    | حسام جنيد                      |
| يا طيرة طيري               | صباح فخري                      |
| دخلك والهوا شمالي          | طوني حنا                       |
| أهل الراية                 | ملحم زين                       |
| دبنا عغيابك وموال رح خبرك  | جورج وسوف                      |
| ما قلي وقولتلو             | فريد الأطرش                    |
| ليه متضايق                 | أحلام                          |
| سيرة الحب                  | أم كلثوم                       |
| صفحه وطويتا                | وائل كفوري                     |
| قارئة الفنجان              | عبد الحليم حافظ                |
| بدك مليون سنة              | ملحم بركات                     |
| عنابي                      | كارم محمود                     |
| ياحبي اللي غاب             | ملحم بركات                     |
| الشام العدية مسلسل بيت جدي | عاصي الحلاني                   |
| بكتب اسمك يا بلادي         | وطني (الأغنية الختامية)        |

### أغانيه الخاصة
- أطلق حازم أغنيته الأولى شو عاملة الدنيا معك في 9 مايو 2015 من كلمات منير بو عساف، ألحان نهاد نجار وتوزيع هادي شرارة تحت إدارة المخرج فادي حداد في بيروت.
- أطلق أغنيته الثانية أنا إلك في 22 أكتوبر 2015 من كلمات وألحان وسام الأمير التوزيع لمارك عبد النور ولم يصور لهذه الاغنية فيديو كليب
- صور حازم ايضاً فيديو كليب أغنية «معقولة» لمسلسل مدرسة الحب لثلاثية «حالة خاصة» والاغنية من كلمات وألحان: راشد الشيخ، توزيع: ناصر الأسعد، إنتاج: black 2
- في الخامس من سبمتبر 2016 أصدرت أغنية «أنتي التي» من كلمات سعيد فرحات وألحان هيثم زياد.[7]
- في 26 ديسمبر 2016 أطلق أغنية راجعلك سوريا من كلمات رياض العلي وألحان حمادة إسماعيل وتوزيع عماد جيجي.[8][9]
- في نوفمبر 2018 أطلق أغنية جديدة بعنوان «ندم» كتب الكلمات أحمد ماضي، فيما اللحن تركي من توزيع جان صليبا، وصوّرها بالتعاون مع المخرجة هيفا الفقيه ومن إنتاج متعهد الحفلات عماد قانصوه من خلال شركته «حفلات».[10]
- في يوليو 2019 أطلق أغنية إذا بتحبيني من إخراج ريشا سركيس[11]

### أغاني مسلسلات
- 2015: مقدمة مسلسل بانتظار الياسمين -أصعب ألم من كلمات وألحان ايهاب مرداني
- 2016: قدم أغنية لمدينة حلب السورية بعنوان «يا حلب» تضمنتها أحداث «مدرسة الحب» من كلمات عامر لاوند وألحان راشد الشيخ.